# Nørre Broby Kirke
Nørre Broby Kirke ligger i landsbyen Nørre Broby ca. 17 km N for Faaborg (Region Syddanmark).

## Eksterne kilder og henvisninger
- Nørre Broby Kirke på KortTilKirken.dk
- Nørre Broby Kirke på danmarkskirker.natmus.dk (Danmarks Kirker, Nationalmuseet)